# 阿閉貞征
阿閉貞征（1528年—1582年、享祿元年- 天正10年），近江山本山城主，淺井長政、織田信長的家臣，有一子阿閉貞大。

## 生平
阿閉氏北近江伊香郡的國人眾，在淺井亮政與主家京極氏對立時，被淺井家擊敗臣服，後參與攻打淺見氏建功，獲得信任加封至北陸道連接琵琶湖的交通要衝山本山城。
阿閉貞征於姉川之戰中率一千人出陣，繼磯野員昌、淺井政澄後為布陣的第三段戰力。戰後，織田信長為阻斷淺井、朝倉的連結一度派兵攻打山本山城，卻為阿閉貞征所擊退。
天正元年（1573年），武田信玄於三方原之戰後病逝，阿閉貞征看壞淺井家的未來，同時由於城中內應將織田軍引進城內，於是接受羽柴秀吉的策反，與兒子貞大一起改投織田家。由於山本山城乃是監視北近江和北國街道連接的重要要塞，阿閉貞征的反叛令淺井家完全斷絕了來自朝倉家的援助，但阿閉貞征作為人質送入小谷城的十歲幼子也因此被淺井家殺害。同年八月織田軍大舉攻入越前時，擔任先鋒立下戰功。
淺井家滅亡後，阿閉貞征得到山本山城和伊香郡所領的安堵，擔任羽柴秀吉之與力，更招募了渡邊勘兵衛、藤堂高虎等淺井家舊臣，天正三年（1575年）與秀吉一起鎮壓越前一向一揆。後來卻與秀吉為了竹生島一帶的寺領界限劃分產生強烈爭執，最後阿閉貞征之子貞大透過信長側近菅屋長賴申訴，經仲裁後織田信長還是將竹生島交由秀吉管轄。
天正五年（1577年），羽柴秀吉受命出征播磨，阿閉貞征父子未隨行，改列近江眾，成為織田信長的旗本，參與對越前一向宗的戰事，負責越前木芽城守備工作。這期間有剿滅本願寺勢力的紀錄。
天正十年（1582年），本能寺之變後，阿閉貞征父子投效明智光秀的軍隊，佔領秀吉的長濱城，於山崎之戰中和明智茂朝率三千兵力出陣，在明智光秀戰敗後，貞征與其子貞大逃回原領山本山城，但在織田軍的猛攻下山本山城也被攻陷，阿閉一族遭到滿門抄斬。

## 相关
由于战国天正记中出现“凌驾竹中半兵卫的智将阿闭贞征”一语，而且此人在信长之野望中数据极低，所以被中国网民戏称为“近江谋圣”。